# Jan Zwiers
Jan Zwiers (Zwinderen, 13 juni 1966) is een Nederlands politicus van oorspronkelijk een lokale partij (BBC2014, gemeente Coevorden), bestuurder en voormalig profvoetballer. Sinds 5 september 2023 is hij burgemeester van Midden-Drenthe.

## Biografie

#### Maatschappelijke carrière
Zwiers speelde voetbal bij VIOS Oosterhesselen waarna hij vertrok naar FC Emmen. In twee seizoenen kwam hij tot 3 wedstrijd in de hoofdmacht. In 1990 keerde hij terug bij VIOS. Hij studeerde bedrijfseconomie en verzekeringen aan de Hogeschool Drenthe en vervolgens accountancy aan de Hogeschool Windesheim. Hij was vijftien jaar accountant bij De Jong & Laan in Assen en Coevorden. Daarna was hij vijf jaar commercieel directeur van een koeltechnisch bedrijf en was hij mede-eigenaar van een bouwadviesbedrijf. Van 2008 tot 2011 was hij manager HR, financiën en ICT en van 2011 tot 2014 verantwoordelijk voor de dagelijkse onderhoud van de vestiging Emmen/Stadskanaal bij Lefier.

#### Politieke carrière
In april 2014 werd Zwiers namens de politieke partij Belangen Buitengebied Coevorden wethouder van Coevorden. Die functie vervulde hij tot maart 2020, toen hij algemeen directeur werd van FC Emmen. Daarvoor was hij vanaf april 2019 lid van de raad van commissarissen van FC Emmen. In oktober 2020 stapte Zwiers op bij FC Emmen om wethouder te worden van Hoogeveen, vanaf 2022 was hij dat namens Gemeentebelangen. Sinds mei 2022 is hij opnieuw lid van de raad van commissarissen van FC Emmen.

#### Burgemeester van Midden-Drenthe
Op 16 mei 2023 werd Zwiers door de gemeenteraad van Midden-Drenthe voorgedragen als burgemeester. Op 3 juli dat jaar werd bekend dat hij is benoemd bij koninklijk besluit met ingang van 5 september dat jaar. Op 5 september dat jaar werd hij ook geïnstalleerd. Hij heeft programma bestuursstijl, beleidscoördinatie, openbare orde en veiligheid, handhaving openbare orde en veiligheid (drank en horeca e.d.), juridische zaken, representatie, communicatie, asielzaken, Herinneringscentrum Kamp Westerbork en Vereniging Drentse Gemeenten in zijn portefeuille.